# Mercetaspis arthrophyti
Mercetaspis arthrophyti är en insektsart som beskrevs av Borchsenius 1962. Mercetaspis arthrophyti ingår i släktet Mercetaspis och familjen pansarsköldlöss. Inga underarter finns listade i Catalogue of Life.